# 일루미네이션 맥 거프
일루미네이션 맥 거프(영어: Illumination Mac Guff)는 유니버설 스튜디오의 자회사 일루미네이션이 소유한 프랑스의 장편 애니메이션 제작사다.

## 작품
- 로렉스
- 슈퍼배드 2
- 미니언즈